# Бутранов, Николай Васильевич
Николай Васильевич Бутранов — советский хозяйственный, государственный и политический деятель, Герой Социалистического Труда.

## Биография
Родился в 1909 году в Томске. Член КПСС.
С 1920 года — на хозяйственной, общественной и политической работе. В 1920—1956 гг. — каменщик, плиточник, штукатур, плотник, печник, мастер по обмуровке котлов в строительных артелях и на строительных предприятиях города Сталинск, бригадир комплексной бригады каменщиков строительного управления «Гражданстрой» треста «Кузнецктяжстрой» Кемеровского совнархоза.
Указом Президиума Верховного Совета СССР от 9 августа 1958 года присвоено звание Героя Социалистического Труда с вручением ордена Ленина и золотой медали «Серп и Молот».
Делегат XXI съезда КПСС.
Умер в Новокузнецке в 1965 году.